# Királd-patak
A Királd-patak az Upponyi-hegység területén ered, Királd településtől délre, Borsod-Abaúj-Zemplén vármegyében, mintegy 360 méteres tengerszint feletti magasságban. A patak forrásától kezdve északi-északkeleti irányban halad, majd egy hurkot leírva északnyugati irányban Putnoknál éri el a Sajót.

## Partmenti települések
- Királd
- Putnok